# Robert Mischke
Robert Mischke (* 10. März 1865 in Rasselstein; † 27. März 1932 auf Burg Lahneck) war ein deutscher Vizeadmiral der Kaiserlichen Marine.

## Leben

### Herkunft
Robert Mischke war ein Sohn des Carl Moritz Mischke (1817–1886) und Adelheid, geb. Remy (1824–1892). Sein Vater war ab 1864 technischer Hüttendirektor der Rasselsteiner Werke und seine Mutter war Tochter des Hüttendirektors der Rasselsteiner Werke (von 1817 bis 1861), Christian Remy (1783–1861).

### Werdegang
Robert Mischke trat am 20. April 1882 in die Kaiserliche Marine ein.
Als Leutnant zur See (Beförderung am 20. April 1889) war er 1890 im Schiffsstab des Kreuzergeschwaders auf der Leipzig und war 1892 Adjutant der 2. Abteilung der II. Matrosendivision. Für die Indienststellungszeiträume vom 28. Mai 1900 bis 30. September 1900 und vom 20. Mai 1901 bis 30. September 1901 war er Kommandant der Sleipner.
1894 war er Kommandant des Torpedobootes S 6, diente dann auf der Frithjof. Ab 18. Juni 1895 Kapitänleutnant war er 1896 für den I. Coetus an der Marineakademie kommandiert und zugleich auf der Kurfürst Friedrich Wilhelm. 1897 besuchte er den II. Coetus.
1902 wurde er als Korvettenkapitän (Beförderung am 15. März 1902) und Erster Offizier der Weißenburg für einen einjährigen Urlaub à la suite der II. Matrosendivision gestellt. 1904 war er Kommandeur der 3. Abteilung der I. Matrosendivision in Kiel.
Von Oktober 1905 bis zum 30. September 1907 war Mischke als Fregattenkapitän Kommandant des Kleinen Kreuzers Frauenlob. 1906 gewann die Frauenlob unter ihm als Kommandanten den Kaiser-Schießpreis der kleinen Kreuzer, versenkte allerdings beim Torpedoschießen die eigene Dampfpinasse.
Anschließend war er, ab Mitte Oktober 1907 Kapitän zur See, bis August 1910 Dezernent für Schiffsausrüstung im Reichsmarineamt. Am 1. September 1910 stellte er den ersten Schlachtkreuzer der Kaiserlichen Marine, Von der Tann, in Dienst, den er bis zum 21. September 1912 befehligte. In dieser Position wurde er am 14. Dezember 1912 Konteradmiral. Von Dezember 1912 bis Juli 1914 war er Inspekteur der I. Marineinspektion.
Vom Zeitpunkt der Mobilmachung am 31. Juli 1914, dem Zeitpunkt der Aufstellung der Dienststelle, bis zum 8. Januar 1917 war Mischke als Vizeadmiral Chef der Küstenschutzdivision der Ostsee, war dann bis Februar 1917 zur Verfügung der Marinestation der Ostsee. Am 27. Januar 1916 war er zum Vizeadmiral befördert worden. Am 9. Februar 1917 wurde er aus der Marine verabschiedet.
Mischke war seit 1887 aktiver Segler. Bei der Kieler Woche 1905 nahm er für den Kieler Yacht-Club (KYC) am Regattasegeln teil. 1906 wurde er in den Vorstand des KYC gewählt. Er ist ab November 1953 Namensgeber der Marinekameradschaft Lahnstein des Deutschen Marinebunds, welche ab da den Namenszusatz Admiral Mischke trägt.
1907 erwarb er die Burg Lahneck in Oberlahnstein. Sie ist noch heute im Besitz seiner Nachkommen. Bis 1987 verwaltete sie sein Sohn Gerhard Mischke.
Später war er im Aufsichtsrat der Rasselsteiner Eisenwerks-Gesellschaft, dem Unternehmen, für welches sein Vater als Hüttendirektor gearbeitet hatte.

### Familie
Robert Mischke war mit Larissa, geb. Simon (1876–1946), verheiratet. Ihr Sohn war der spätere Richter und Verwaltungsjurist Gerhard Mischke (1898–1987).
Seine Töchter Irmgard (* 1907), ab 1934 verheiratet, und Renata waren beide mit dem Juristen Rudolf von Preuschen verheiratet. Nachdem die ältere Tochter Irmgard Anfang 1968 verstorben war, heiratete von Preuschen im April 1970 die jüngere Tochter Renata (* 1918).